# Сатакундская флотилия
Сатакундская флотилия Гвардейского экипажа — формирование (флотилия) Российского императорского флота (РИФ), действовавшее в 1916—1917 годах, в ходе Первой мировой войны, на озере Нясиярви.
В финских источниках флотилия указывается под наименованием Satakunnan laivasto.
Флотилия получила наименование от места своего расположения — финской области Сатакунта, — одной из девяти исторических областей Финляндского княжества, на территории которой расположена Сатакундская озерная система, состоящую из больших озёр Нясиярви и Пюхяярви, соединяющиеся у города Таммерфорса громадным водопадом, а множества небольших озёр и реки Кокемяенйоки.

## История формирования
Флотилия была сформирована весной 1916 года на внутренних финских озёрах из кораблей Добровольного флота для совместных с Русской армией действий и для обороны фланговых позиций, расположенных по берегам Сатакундской озерной системы.
На гражданские суда было установлено вооружение и в дополнение к финским командам на каждый корабль были откомандированы расчёты из матросов РИФ. Финские команды подчинялись прежним владельцам судов, которые, в свою очередь получали приказы от русских офицеров. Орудийные расчёты 57-мм корабельных пушек состояли из русских матросов. Русский экипаж флотилии составлял около 100 человек. Командиром флотилии был назначен Гвардейского экипажа капитан 2-го ранга Н. В. Саблин.
Базой флотилии являлась Чёрная Ла́хта (фин. Mustalahti).

## Корабли флотилии
Флотилия общим водоизмещением более чем в 600 тонн состояла из 4 вооруженных речных кораблей, 2 буксиров и 1 парового катера.
Все четыре корабля имели вооружением по два 57-мм орудия Норденфельда и по восемь пулемётов типа «Максим».
Вооруженные пароходы (посыльные суда):
- «Святославъ» — флагман флотилии — бывший пассажирский пароход «Таръянне» (финн. SS Tarjanne) принадлежавший Акционерному обществу «Хоирль Оссуискъ Тарияне», 1908 года постройки, водоизмещением 146,5 т, длиной — 28,8 м. Мощность машины — 315 л. с.
- «Мстислав» — бывший пассажирский пароход ледокольного типа «Куру» (финн. SS Kuru) принадлежавший Акционерному обществу «Куру», 1915 года постройки, водоизмещением 120 т, длиной — 28,2 м. Мощность машины — 340 л. с.
- «Всеславъ» — бывший пассажирский пароход «Похъола» (финн. SS Pohjola) принадлежавший Акционерному обществу «Тампере — Вирта Хоирль», 1905 года постройки, водоизмещением 96,8 т, длиной — 23,3 м. Мощность машины — 230 л. с.
- «Ярославъ» — бывший пассажирский пароход «Пюхе-Ярви» водоизмещением 89,2 т, длиной — 21,3 м. Мощность машины — 75 л. с.

Буксирные пароходы:
- «Ростиславъ» — бывший буксирный пароход «Муроле» (финн. Murole) принадлежащий компании «В. Розенлевъ и Ко», 1886 года постройки, водоизмещением 60 т, длиной — 22 м. Мощность машины — 35 л. с.
- «Вячеславъ» — бывший буксирный пароход «Нясиярви» (финн. Näsijärvi), принадлежащий компании «В. Розенлевъ и Ко», 1883 года постройки, водоизмещением 57 т, длиной — 22 м. Мощность машины — 140 л. с.

Также в состав флотилии входили гражданские моторные катера, в том числе паровой катер «Быстрый» (мощность машины — 24 л. с.) — бывший «Айрут» и моторные катера: «Пограничник» — бывший «Аймо», «Потешный» — бывший «Аллан», «Злой» — бывший «Зиг-Заг».

## Знак флотилии
14 апреля 1916 года начальником Сатакундской флотилии капитаном 2-го ранга Н. В. Саблиным был утвержден знак флотилии, выполненный в виде Андреевского флага на треугольном ушке. На середину флага наложена золотая старая финская корона, внизу которой прикреплена латинская цифра «С» — сто. Таким образом, литера «сто» и корона изображают название озерной системы и, соответственно, флотилии (на финском языке Sata — сто и Kunta — королевство).

## Чины флотилии
Чины флотилии:
- начальник Стакундской флотилии Гвардейского экипажа капитан 2-го ранга — Н. В. Саблин
- помощник начальника Сатакундской флотилии — Корпуса Гидрографов подполковник барон Н. Н. Аминов
- командир вооруженного парохода «Всеслав» — подпоручик по адмиралтейству В. П. Лазарев
- командир вооруженного парохода «Святослав» — мичман А. П. Загорянский-Кисель
- командир вооруженного парохода «Мстислав» — Корпуса Гидрографов поручик В. А. Рябинин
- командир вооруженного парохода «Ярослав» — подпоручик по Адмиралтейству Т. Н. Цулун
- представитель Государственного контроля при флотилии — помощник контролера А. Я. Храпов
- казначей-содержатель Сатакундской флотилии — штабс-капитан по Адмиралтейству Я. Т. Фадеев
- старший врач флотилии — доктор медицины Г. С. Лопатин
- переводчик — капитан малого плавания Сумикко.

## Использование и значение флотилии
В боевых действиях флотилия участия не принимала.
На протяжении навигации 1916 года флотилия использовалась для перевозки войск по озеру Нясиярви.
Существует мнение финского исследователя, что пассажирские суда, изначально не спроектированные в качестве орудийных платформ, не могли бы быть успешно использованы. Но в то же время отмечается, что в случае германского вторжения в Финляндию, флотилия, возможно, могла бы предотвратить использование германскими войсками озера Нясиярви и осуществлять транспортировку русских войск в пределах 100 километрового пути до водопада у г. Таммерфорса (финн. Tammerkoski).
При этом, использование внутренних вод Финляндии, учитывая их стратегическую важность и специальную особенность данной местности (и в частности пределах Сатакундской озерной системы), было признано Российской стороной необходимым ещё в 1908 году.

## Расформирование и последующие события
После февральской революции деятельность флотилии была парализована. Из-за задержек заработной платы финские экипажи прекратили обслуживание кораблей.
Сатакундскую флотилию ликвидировали 24 июля 1917 года, а 9 офицеров, 80 матросов, 4 моторных катера, четыре 57-мм пушки с 400 снарядами, шкиперское имущество, запасы нефти и бензина перевели во вновь созданную Сайменскую озерную флотилию.
Русский экипаж флотилии покинул Тампере в октябре 1917 года. Суда флотилии были возвращены владельцам.
Сайменская флотилия была расформирована в апреле 1918 года в связи с уходом кораблей Балтийского флота из портов Финляндии.
Орудия кораблей флотилии были замечены в боевых действиях во время Гражданской войны в Финляндии: вначале они использовались Красной армией, а затем, после Сражения за Тампере, Белой армией.
После окончания Гражданской войны суда, ранее входившие в состав флотилии, использовались в качестве пассажирских на озере Нясиярви.
В 1929 году, пароход «Куру» в результате порыва ветра опрокинулся и затонул недалеко от города Тампере, Финляндия. Катастрофа унесла жизни 138 человек.
Из остальных трех судов одно — пассажирский пароход «Таръянне» (финн. SS Tarjanne) — после реконструкции в 2005—2007 годах, до сих пор используется в качестве пассажирского судна.